# Ibritumomab

Formule du tiuxétan rattaché à l'ibritumomab

L'ibritumomab ou ibritumomab tiuxétan, commercialisé sous le nom de Zevalin, est un anticorps monoclonal murin IgG1 kappa recombinant couplé à de l'yttrium 90, spécifique de l'antigène CD20 des lymphocytes B, utilisé dans la prise en charge des lymphomes folliculaires et des lymphomes non hodgkiniens à cellules B CD20+.

## Mécanisme d'action
L'ibritumomab permet, grâce au radioisotope, de tuer les cellules cibles et les cellules cancéreuses à proximité grâce à un rayonnement ß ainsi que par le mécanisme de cytotoxicité à médiation cellulaire dépendante des anticorps. Ce mécanisme limite la prolifération des lymphocytes B.